# Украинка (Архаринский район)
В Амурской области в Серышевском районе тоже есть село Украинка.
Украи́нка — село в Архаринском районе Амурской области, входит в состав Северного сельсовета.

## География
Село находится вблизи левого берега реки Бурея, примерно в 6 км до впадения её в Амур.
На левом берегу Буреи в 3 км ниже Украинки находится административный центр Северного сельсовета село Северное.
Расстояние до районного центра Архара (через Северное, Скобельцыно, Красный Луч и Иннокентьевку) — 58 км.
От села Украинка вверх по левому берегу Буреи идёт дорога к сёлам Свободное, Казановка, Новоспасск, Домикан, Гуликовка и Каменка с выездом на автотрассу «Амур».

## История
Основано в 1926 году переселенцами из украинских губерний. В советское время работал колхоз «Победа», объединённый в 1961 году с колхозом «Новая жизнь».

## Население
| 2002 | 2010 | 2012 | 2013 | 2014 | 2015 | 2016 |
| ---- | ---- | ---- | ---- | ---- | ---- | ---- |
| 65   | ↘43  | ↘37  | ↘33  | ↘29  | ↘28  | ↘25  |
| 2017 | 2018 |      |      |      |      |      |
| ↘20  | →20  |      |      |      |      |      |

## Улицы
В селе имеются две улицы: Зелёная и Озёрная.

## Экономика
Сельскохозяйственные предприятия Архаринского района.